# Смілтене
Смілтене (латис. Smiltene) — місто в Латвії, адміністративний центр Смілтенського краю.

## Назва
- Смілтене (латис. Smiltene;  вимова)
- Смільтен (латис. Smilten)

## Географія
Місто лежить на річці Абула (притока Гауї), за 5 км на північ від шосе Рига — Псков. Смілтене перебуває на кордоні Північно-Латвійської низовини і Відземської височини.

## Історія

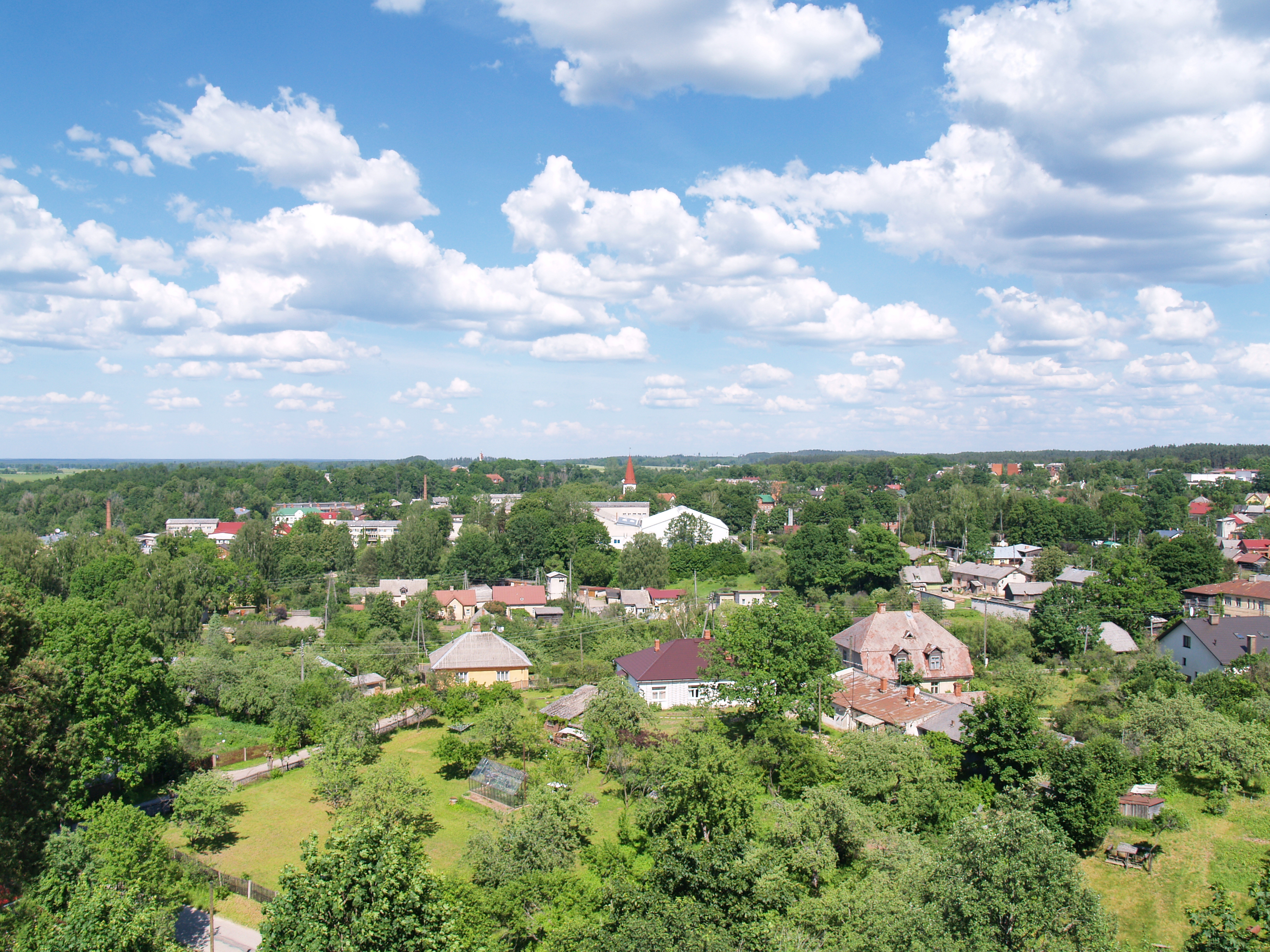
Смілтене

Історична назва населеного пункту в Відземе — Смільтен. Він виник імовірно в XIV століття — відомо, що в 1359 році біля річки Абула була побудована твердиня, а ця місцевість — Талава, населена латгалами була завойована лицарями Тевтонського ордену в 1224 році, що вдерлися в ці землі 1214 року; в XII—XIII ст. тут на городищі на високому березі річки була дерев'яна фортеця. Згадується ж Смільтен уперше в історичних документах в 1427 році, а в 1523 році вперше названий містом. В 1560 році під час Лівонської війни місто було взято московськими військами. Наприкінці 1600 року місто взяв Карл Карльсон Гілленгьельм (син шведського короля Карла IX). 1701 року Шереметєв воюючи тут, в Лівонії, зі шведами, стер Смільтен з «лиця землі». До 1721 року Смільтен був поперемінно володінням Речі Посполитої і Швеції, потім за Ніштадтським мирним договором — Російської імперії. У Ліфляндській губернії це селище відносилося до Валкського повіту.
Офіційно статус міста Смілтене одержав 1920 року в часи незалежної Латвії. В 1935 році у Смілтене було близько 400 домогосподарств і кілька підприємств.
Місто під час Другої світової війни було сильно зруйноване (22 вересня 1944 року), у післявоєнний час відбудоване заново. Були побудовані такі громадські будівлі, як будинок культури, кінотеатр, вокзал та інші.. З 1950 по 1959 рік Смілтене — адміністративний центр району.
Смілтене став першим містом в СРСР, де було демонтовано пам'ятник Леніну згідно з рішенням міської ради.

## Економіка
Смілтенський ліспромгосп — виготовляє пиломатеріали, малогабаритну клеєну фанеру, будівельні блоки з відходів деревини, пакувальну тирсу, хвойне борошно. Також промисловість Смілтене виробляє малогабаритні силікатні блоки, плодові консерви.

## Транспорт
З міста ведуть дороги на Ранку, Рауну, Стренчі.

## Міста-побратими

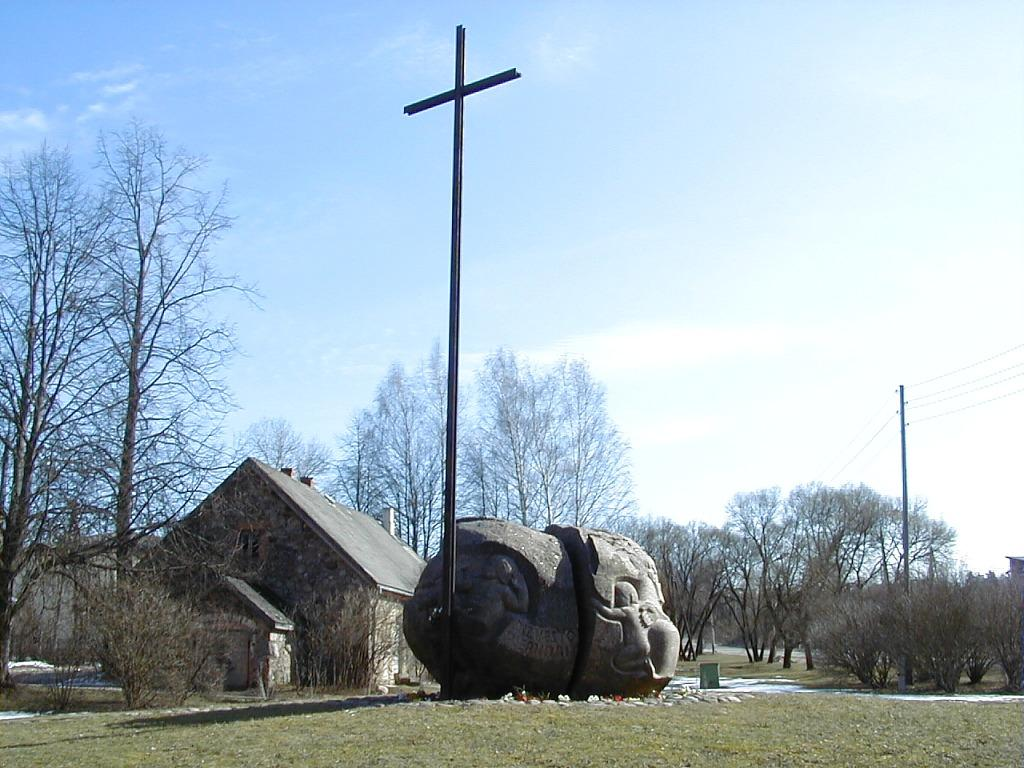
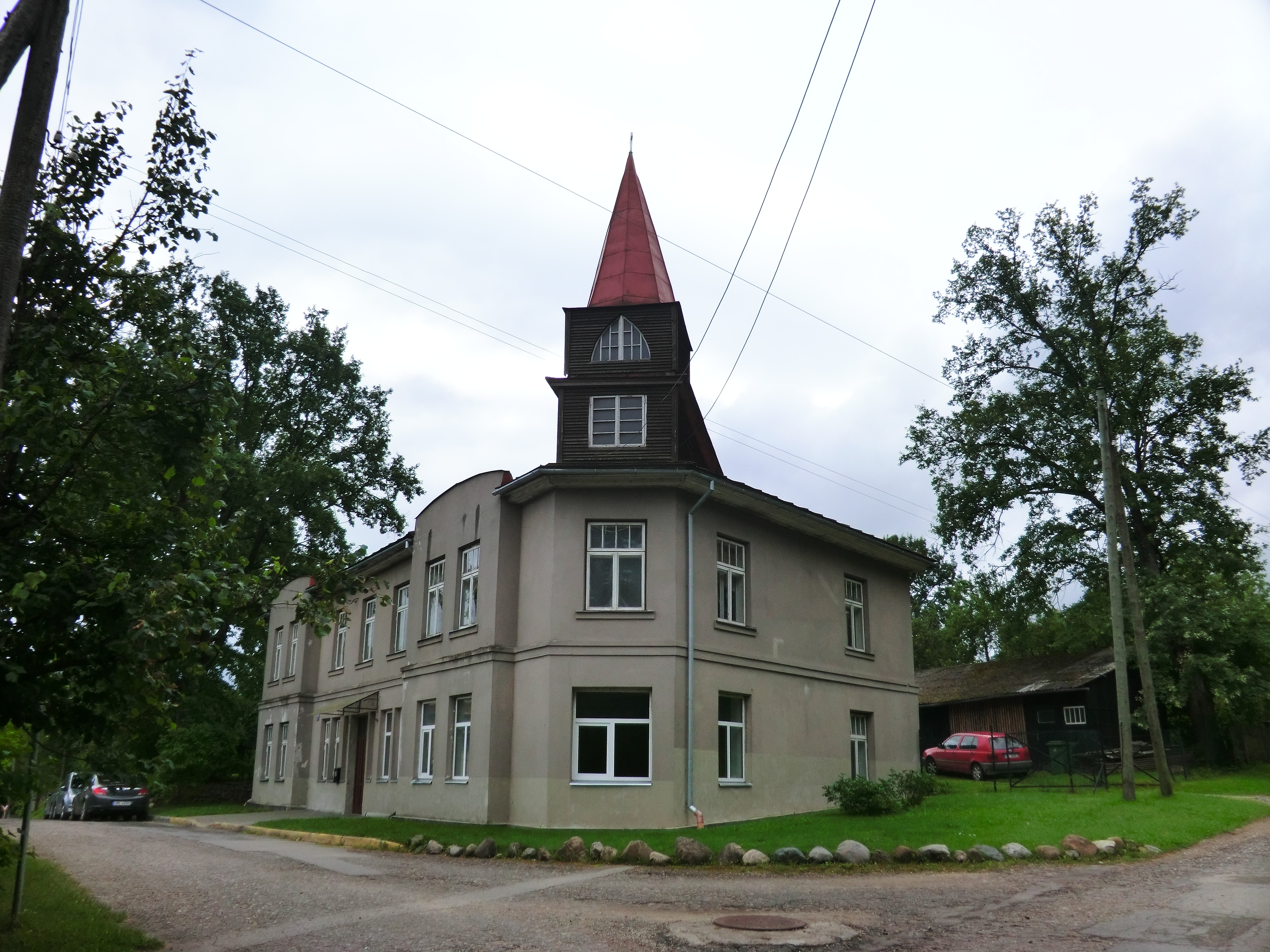
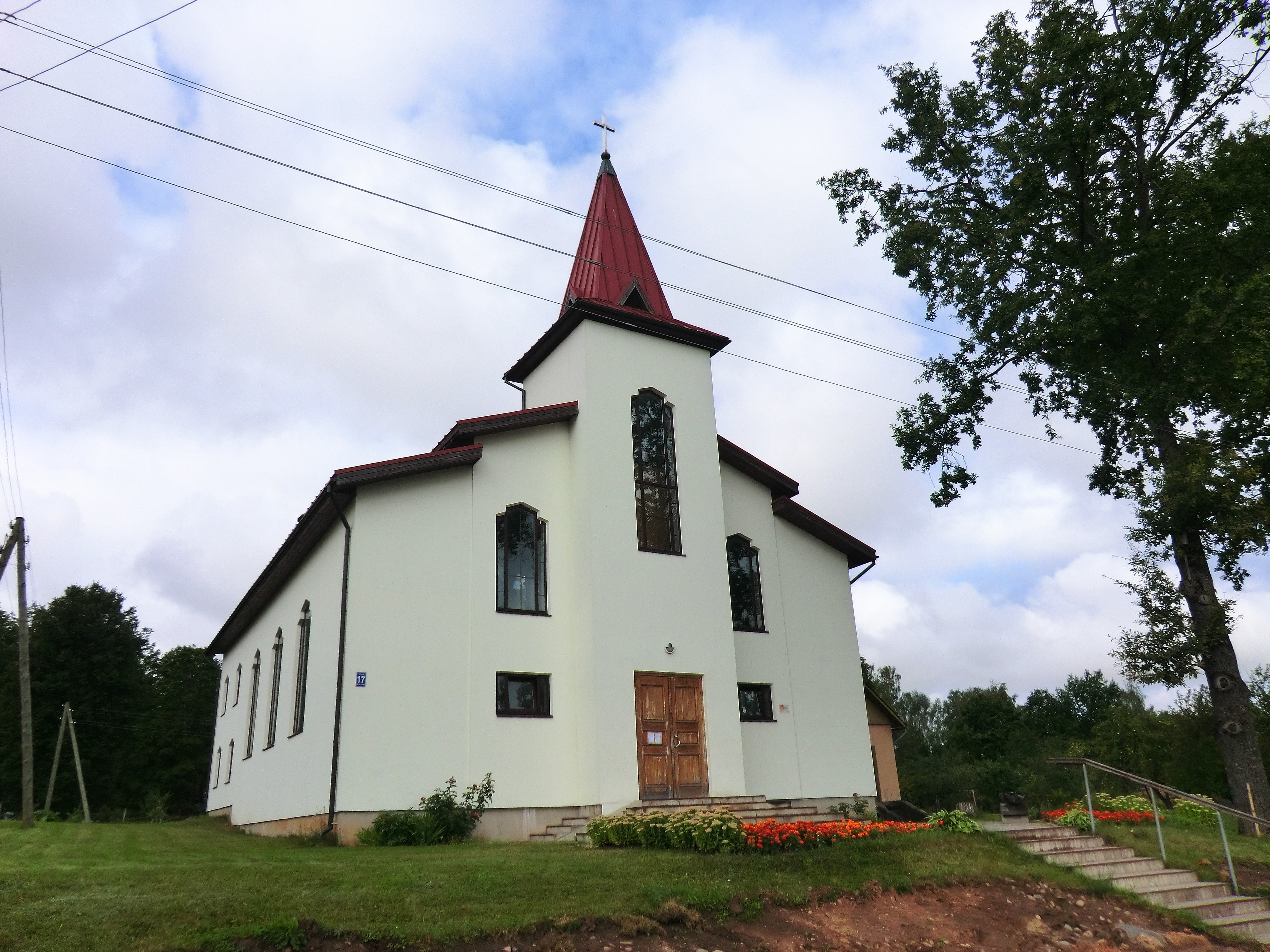
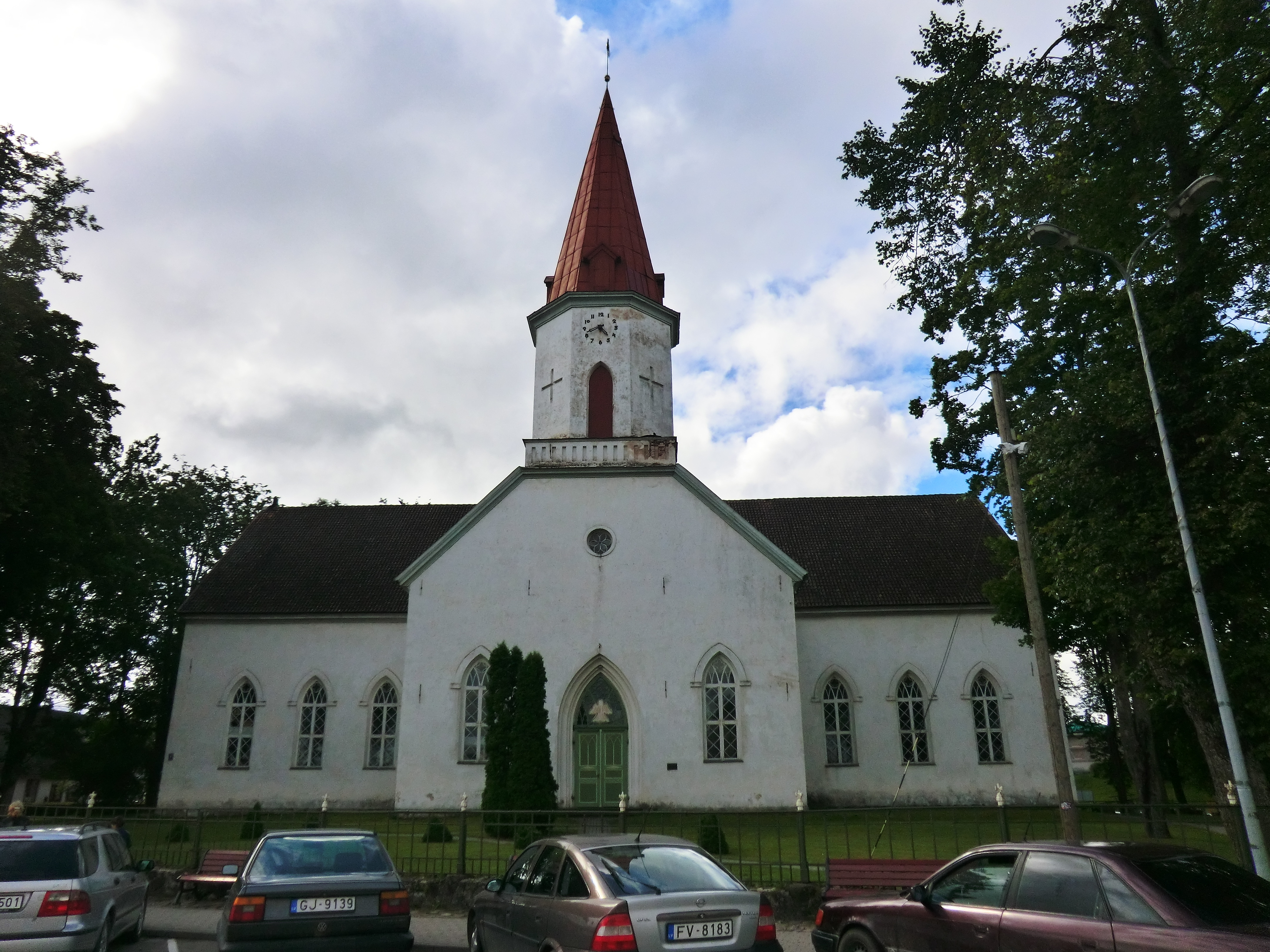
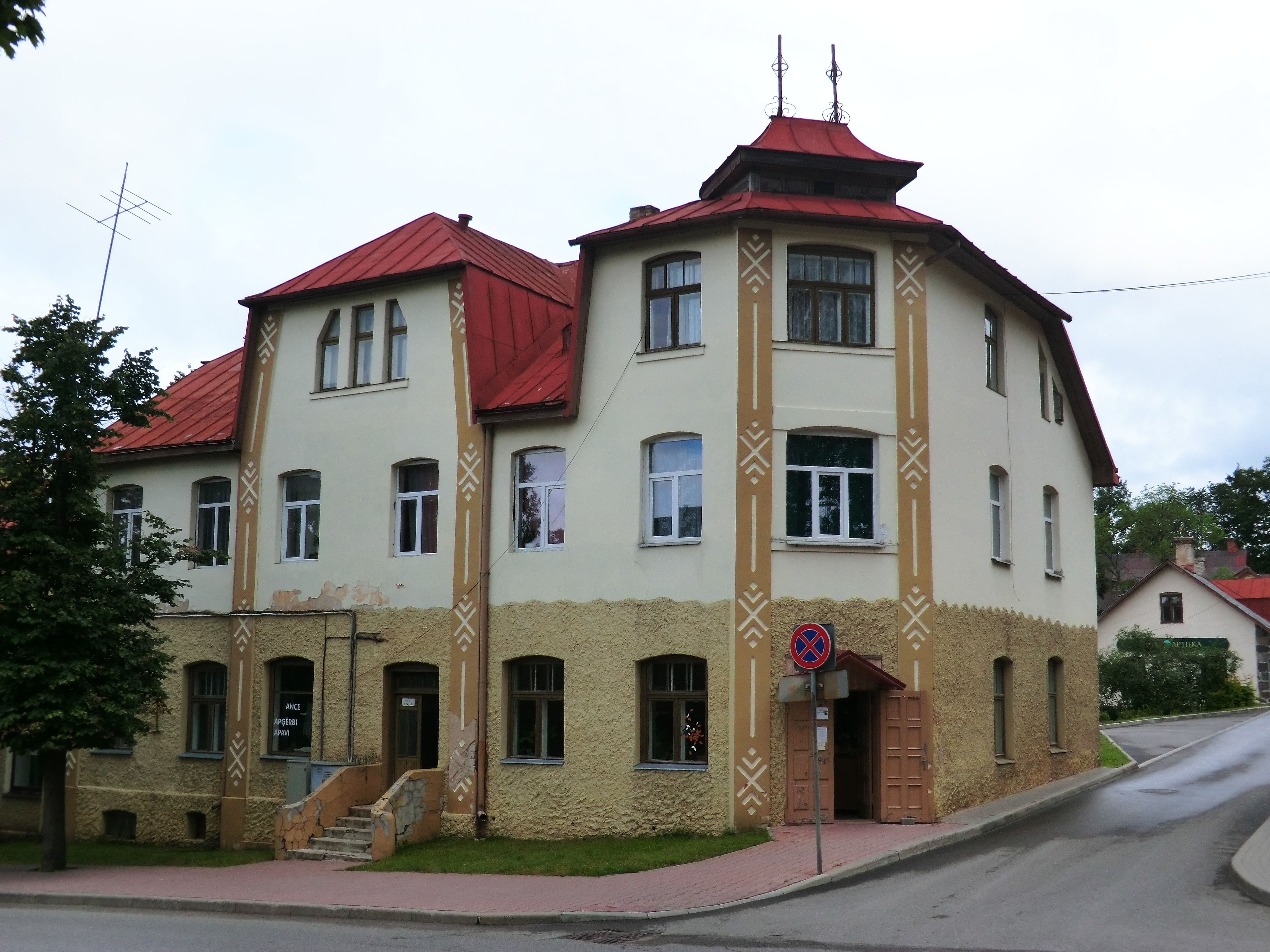

- Німеччина Вілліх, (Німеччина)
- Німеччина Візенбах, (Німеччина)
- Італія Pincara, (Італія)
- Чехія Пісек, Чехія
- Данія Nakskov, (Данія)
- Україна Пустомити, (Україна)[6]
- Україна Дрогобич, (Україна)

- Файл:== Світлини ==